# Rue des Entrepreneurs (France Inter)
Pour les articles homonymes, voir Rue des Entrepreneurs.
Rue des Entrepreneurs est une ancienne émission radiophonique hebdomadaire française, diffusée chaque samedi matin du 17 septembre 1983, date de sa création, au 24 avril 2010.
Présentée par Didier Adès et Dominique Dambert, l'émission présente l'actualité économique et celle du monde des entreprises, à travers des thèmes tels que les fonds d'investissement, les expatriés ou les délocalisations.

## Arrêt de l'émission
Début 2010, selon le journal Le Monde, la direction de France Inter convoque les deux journalistes pour envisager leur licenciement pour faute. La fin d’une émission qui dure depuis 28 ans et rencontre un public important sur un sujet aussi complexe que la vie des affaires, des entreprises et de l’économie est programmée. Cet arrêt n'est que l'une des manifestations diverses qui ont accompagné l'arrivée de Jean-Luc Hees et Philippe Val à France Inter.
Un appel en faveur de l’émission est lancé dans Le Monde du mardi 6 avril par Michel Berry (directeur de l'Ecole de Paris du management) et plusieurs universitaires et représentants de la société civile.
Finalement, le 1er mai 2010, l'émission est déprogrammée, et le licenciement des deux journalistes confirmé à l'antenne. Il est fait mention de désaccords durables entre les journalistes, ceci engendrant un insupportable malaise dans leur équipe,.
Elle est remplacée par l'émission Carrefour de l'éco de Brigitte Jeanperrin, puis à la rentrée (septembre 2010) par On n'arrête pas l'éco d'Alexandra Bensaid.